# Polenta co' le cèe
La polenta co' le cèe o pulenta co' le cèe (polenta con le anguille cieche) era un piatto tradizionale della cucina viareggina e pisana, a base di avantotti di angiulla, cèe in dialetto viareggino, oggi quasi scomparso a causa delle limitazioni normative. 

## Preparazione
La preparazione è del tutto analoga a quella della pasta co' le cèe, ma il sugo invece che essere usato per condire la pasta, viene posizionato caldo sopra la polenta.
Far rosolare l'aglio, e poi rimuoverlo dall'olio, aggiungere la salvia, buccia di arancia, concentrato di pomodoro e acqua. 
Dopo pochi minuti, aggiungere le cèe e salare. 
Usare il sugo per condire la polenta (preparata a parte).